# Knoblauchsmittwoch

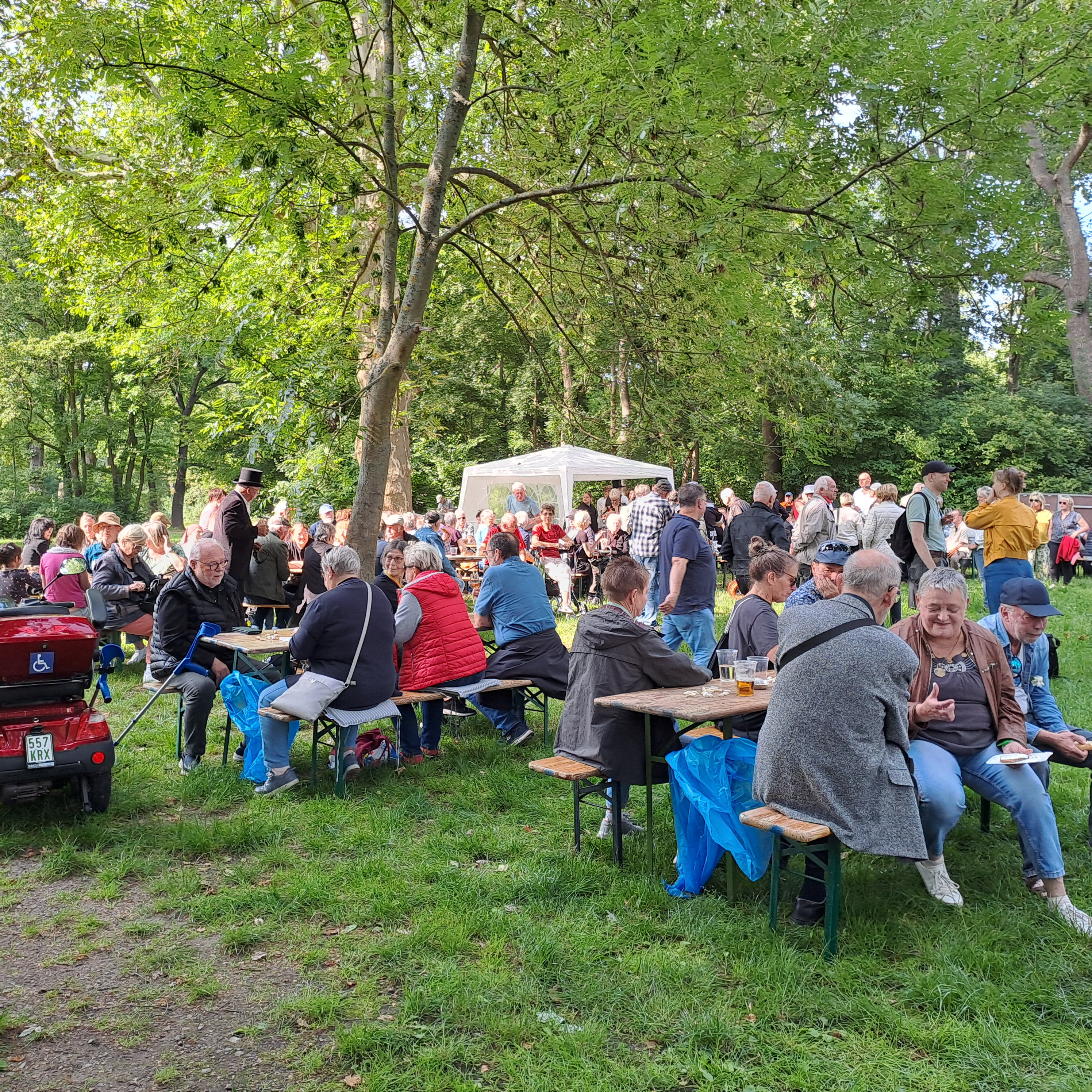
Knoblauchsmittwoch 2025 auf der Würfelwiese

Der Knoblauchsmittwoch oder auch Knoblauchmittwoch geht auf eine Zeit zurück, da sich König Heinrich IV. 1085 gegen die Sachsen wandte und sie ob ihrer alten freien Rechtsprechung demütigen wollte. Die Sachsen stellten daraufhin den Gegenkönig Hermann von Salm auf, der besonders in der Gegend um Eisleben eine große Anhängerschaft besaß. Da hier besonders viel Knoblauch wuchs, erhielt der Gegenkönig der Sachsen von seinen Feinden den Namen „Knoblauchkönig“. Er wurde am Mittwoch nach Pfingsten, im Jahr 1088, erschlagen. Seitdem wird dieser Tag im Volksmund „Knoblauchsmittwoch“ genannt.
Der Knoblauchsmittwoch wird als traditionelles Fest in Halle (Saale), Krosigk, Thaldorf (hier wird am Knoblauchmittwoch das traditionelle Brunnenfest begangen) und weiteren Orten der Umgebung am Mittwoch nach Pfingsten gefeiert.
Der Ursprung des hallischen Festes liegt darin, dass die Kalandbrüderschaft nach ausgiebigem Mahl zu den Feiertagen einen der Gesunderhaltung dienenden Tag mit einem Knoblauchsmahl einführte. Die Tradition erhielt sich in Halle auch nach der Reformation. Im Glauben an eine bessere Gesundheit ernährte man sich an diesem Tag ausschließlich von Knoblauch. Ein entsprechendes Volksfest auf der Würfelwiese wurde 1870 polizeilich verboten. 
Norbert Böhnke und Ulrich Hellem gründeten 2002 die Knoblauchsmittwoch-Gesellschaft und ließen das Fest wieder aufleben. Die Festtafel auf der Würfelwiese wurde seitdem jedes Jahr zusammen mit dem jeweilig amtierenden Polizeipräsidenten als Schirmherren eröffnet.
Seit 2014 existiert die „Knoblauchsmittwochsgesellschaft zu Halle an der Saale“ als eingetragener Verein. Die Schirmherrschaft für den Knoblauchsmittwoch übernimmt ab diesem Zeitpunkt der jeweilig amtierende Oberbürgermeister.